# Gouvernement Andreu
 La Rioja
Ceniceros Capellán
Le gouvernement Andreu est le gouvernement de La Rioja entre le 30 août 2019 et le 2 juillet 2023, durant la Xe législature du Parlement de La Rioja. Il est présidé par Concha Andreu.

## Historique
Dirigé par la présidente Concha Andreu, ce gouvernement est constitué d'une coalition allant de la gauche au centre gauche entre le Parti socialiste ouvrier espagnol de La Rioja (PSOE) et Podemos. Ensemble, ils disposent de 48,5 % des sièges du Parlement de La Rioja.
Il est formé à la suite des élections régionales du 26 mai 2019 qui voient la montée du PSOE, le maintien de Ciudadanos et le recul de Podemos et du Parti populaire au parlement régional.
Le 18 mars 2022, Raquel Romero est expulsée de Podemos par la direction nationale, qui lui reproche son soutien au projet politique de Yolanda Díaz. Cette expulsion est confirmée environ deux semaines plus tard par la commission des garanties du parti, qui expose comme argument l'absence de cotisation et de transmission des informations financières de l'intéressée.

## Composition

### Initiale
| Fonction                                                                                 | Titulaire | Titulaire                                                               | Parti   |
| ---------------------------------------------------------------------------------------- | --------- | ----------------------------------------------------------------------- | ------- |
| Présidente                                                                               |           | Concepción Andreu Rodríguez                                             | PSOE    |
| Conseiller à la Gouvernance publique                                                     |           | Francisco Javier Ocón Pascual                                           | PSOE    |
| Conseiller aux Finances                                                                  |           | Celso González González                                                 | PSOE    |
| Conseiller au Développement régional                                                     |           | José Ignacio Castresana Ruiz-Carrillo                                   | PSOE    |
| Conseiller à la Durabilité et à la Transition écologique                                 |           | José Luis Rubio Rodríguez (jusqu'au 15/08/2020) Alejandro Dorado Nájera | PSOE    |
| Conseiller à l'Éducation et à la Culture                                                 |           | Luis Cacho Vicente (jusqu'au 04/08/2020) Pedro María Uruñuela Nájera    | PSOE    |
| Conseillère à l'Agriculture, à l'Élevage, au Monde rural, à l'Intérieur et au Peuplement |           | Eva Hita Lorite                                                         | PSOE    |
| Conseillère à la Santé                                                                   |           | Sara Alba Corral                                                        | PSOE    |
| Conseillère aux Services sociaux et à la Citoyenneté                                     |           | Ana María Santos Preciado                                               | PSOE    |
| Conseillère à la Participation, à la Coopération et aux Droits de l'homme                |           | Raquel Romero Alonso                                                    | Podemos |

### Remaniement du25 août 2020
- Les nouveaux conseillers sont indiqués en gras, ceux ayant changé d'attributions en italique.

| Fonction | Titulaire   | Titulaire                                  | Parti   |
| --- | ----------- | ------------------------------------------ | ------- |
| Présidente |             | Concepción Andreu Rodríguez                | PSOE    |
| Conseiller aux Finances et à l'Administration publique                                                                                       |             | Celso González González                    | PSOE    |
| Conseiller aux Services sociaux et à la Gouvernance publique                                                                                 |             | Pablo Miguel Rubio Medrano                 | PSOE    |
| Conseillère à la Santé, porte-parole Conseillère à la Santé (09/09/2021)                                                                     |             | Sara Alba Corral                           | PSOE    |
| Conseillère à la Santé, porte-parole Conseillère à la Santé (09/09/2021)                                                                     |             | María Somalo San Juan (12/01/2022)         | Sans    |
| Conseiller au Développement régional |             | José Ignacio Castresana Ruiz-Carrillo      | PSOE    |
| Conseiller au Développement régional |             | José Ángel Lacalzada Esquivel (04/02/2021) | PSOE    |
| Conseiller à l'Éducation, à la Culture, aux Sports et à la Jeunesse                                                                          |             | Pedro María Uruñuela Nájera                | PSOE    |
| Conseiller à la Durabilité et à la Transition écologique Conseiller à la Durabilité et à la Transition écologique, porte-parole (09/09/2021) |             | Alejandro Dorado Nájera                    | PSOE    |
| Conseillère à l'Agriculture, à l'Élevage, au Monde rural, à l'Intérieur et au Peuplement                                                     |             | Eva Hita Lorite                            | PSOE    |
| Conseillère à l'Égalité, à la Participation et à l'Agenda 2030                                                                               |             | Raquel Romero Alonso                       | Podemos |
| Conseillère à l'Égalité, à la Participation et à l'Agenda 2030                                                                               | Sans (2022) | Raquel Romero Alonso                       |         |